# Otto von Lüderitz
Otto Wilhelm Heinrich von Lüderitz (* 9. Juli 1818 in Lüderitz; † 29. August 1885 in Bad Wildungen) war ein preußischer Generalleutnant.

## Leben

### Herkunft
Er war der Sohn von Ludolf Friedrich von Lüderitz (* 10. November 1776 in Lüderitz; † 4. Juli 1843 ebenda), Hauptmann a. D. und Herr auf Lüderitz, und dessen Ehefrau Dorothea Friederike Johanna, geborene von Barsewisch, verwitwete von Kleist (* 9. April 1784 in Vielbaum; † 16. Oktober 1855 in Lüderitz). Sein Bruder war der spätere preußische Generalleutnant Hermann Friedrich Wilhelm Alexander von Lüderitz (1814–1889).

### Militärkarriere
Lüderitz besuchte das Gymnasium in Magdeburg und das Berliner Kadettenhaus. Anschließend wurde er am 18. August 1836 als Sekondeleutnant dem 6. Kürassier-Regiment der Preußischen Armee überwiesen. Zur weiteren Ausbildung absolvierte er die Tierarzneischule sowie die Allgemeine Kriegsschule. Im Anschluss daran war Lüderitz Regimentsadjutant, bis er Anfang Januar 1848 als Adjutant der 5. Kavallerie-Brigade in Frankfurt (Oder) Verwendung fand. Für die Dauer der Mobilmachung war Lüderitz 1850/51 als Generalstabsoffizier bei der 3. Kavallerie-Division. Mit seiner Beförderung zum Premierleutnant wurde er im Juni 1852 Adjutant der 5. Division, bis Lüderitz Anfang August 1855 als Rittmeister wieder in den Truppendienst zu seinem Stammregiment zurückkehrte. Nach einer Kommandierung als Eskadronführer beim 6. schweren Landwehr-Reiter-Regiment in Brandenburg an der Havel wurde er Mitte Juni 1858 in das 1. Kürassier-Regiment nach Breslau versetzt und mit Patent vom 5. Februar 1855 zum Chef der 3. Eskadron ernannt. Vom 1. Oktober 1860 bis zum 19. November 1862 folgte eine Verwendung als Adjutant der 6. Division. Anschließend wurde Lüderitz unter Verleihung des Charakters als Major Eskadronchef im 2. Brandenburgischen Ulanen-Regiment Nr. 11 in Kyritz. In dieser Stellung erhielt er Mitte März 1863 das Patent zu seinem Dienstgrad und im Jahr darauf führte er seine Eskadron im Krieg gegen Dänemark im Gefecht bei Niebüll, dem Sturm auf die Düppeler Schanzen sowie beim Übergang nach Alsen.
Am 18. April 1865 wurde Lüderitz etatsmäßiger Stabsoffizier im Rheinischen Ulanen-Regiment Nr. 7 in Saarbrücken. 1866 nahm er während des Krieges gegen Österreich an den Schlachten bei Münchengrätz und Königgrätz teil. Nach dem Friedensschluss wurde Lüderitz am 30. Oktober 1866 Kommandeur des neuformierten Ulanen-Regiments Nr. 14 in Münster. In dieser Stellung avancierte er bis Mitte Juni 1869 zum Oberst. Er führte sein Regiment während des Krieges gegen Frankreich 1870/71 in den Schlachten bei Colombey, Noisseville, Amiens, Hallue, Bapaume und Saint-Quentin sowie bei der Belagerung von Metz.
Ausgezeichnet mit beiden Klassen des Eisernen Kreuzes wurde Lüderitz am 12. April 1873 zum Kommandeur der 18. Kavallerie-Brigade in Altona ernannt und er stieg Anfang September desselben Jahres zum Generalmajor auf. Unter Beförderung zum Generalleutnant folgte am 11. Dezember 1879 seine Versetzung als Kommandeur der 18. Division nach Flensburg. In dieser Stellung erhielt Lüderitz Mitte September 1881 den Stern zum Roten Adlerorden II. Klasse mit Eichenlaub. Am 10. Mai 1883 wurde er krankheitsbedingt unter Verleihung des Kronenordens I. Klasse mit der gesetzlichen Pension zur Disposition gestellt. Er verstarb am 29. August 1885 in Bad Wildungen.

### Familie
Lüderitz verheiratete sich am 8. Juni 1850 in Frankfurt (Oder) mit Albertine Karbe (1828–1857), Tochter der Julie von Wolff (1790–1855) und des Leopold Karbe, Landrat und Gutsherr auf Sieversdorf. Nach ihrem frühen Tod heiratete er am 28. Dezember 1858 in Frauenhain Stephanie Gräfin von Zedlitz-Trützschler (1830–1861). Aus den Ehen gingen mehrere Kinder hervor:
- aus erster Ehe:
  - Ludolf Friedrich Albert (* 24. April 1851; †  30. April 1886), preußischer Hauptmann im Generalstab d. IV. Armeekorps
  - Julie Friedrike Sophie (* 2. Juli 1852; † 22. Februar 1885) ⚭ 1876 Emil von Stojentin († 21. Juni 1888), preußischer Hauptmann
  - Friedrich (Fritz) Julius Leopold Hermann von und zu Lüderitz (* 9. März 1855; † 26. September 1911), Gutsherr auf Lüderitz, ⚭ Marie Luise Wilhelmine Lucanus, vier Kinder (Albertine und Ludolf erbten Stammgut Lüderitz)
  - Albertine Adelaide Henriette Marie (* 20. Mai 1857), Oberin (Flensburg)
- aus zweiter Ehe:
  - Frieda (* nach 1858; † 20. Juli 1879 in Flensburg)